# Hold Time
Hold Time è il sesto album in studio del cantautore statunitense M. Ward, pubblicato nel 2009.

## Tracce
1. For Beginners – 2:47
2. Never Had Nobody Like You (featuring Zooey Deschanel) – 2:26
3. Jailbird – 2:31
4. Hold Time – 3:05
5. Rave On (featuring Zooey Deschanel) (Norman Petty, Bill Tilghman, Sonny West) – 3:35
6. To Save Me (featuring Jason Lytle) – 3:01
7. One Hundred Million Years – 2:11
8. Star of Leo – 3:18
9. Fisher of Men – 3:12
10. Oh Lonesome Me (featuring Lucinda Williams) (Don Gibson) – 6:05
11. Epistemology – 3:49
12. Blake's View – 2:29
13. Shangri-La – 2:20
14. Outro (AKA: I'm a Fool to Want You) (Joel Herron, Frank Sinatra, Jack Wolf) – 3:47